# Shaheed Minar (Calcutta)
Pour les articles homonymes, voir Shaheed, Shaheed Minar et Minar.
Le Shaheed Minar (du bengali : শহীদ মিনার), ou  Monument aux Martyrs, anciennement connu sous le nom de monument Ochterlony, est une imposante colonne creuse de 48 mètres de haut, sise à l’extrémité septentrionale du Maïdan de Calcutta (Kolkata). Érigée en 1841 en mémoire du major-général David Ochterlony, un brillant général de l’armée de la Compagnie des Indes orientales, elle fut rebaptisée en 1969 - et nouvellement inaugurée - comme monument aux martyrs du mouvement de libération nationale de l’Inde.

## Histoire

### La colonne Ochterlony
Pour commémorer ses deux succès militaires, la défense de Delhi contre les troupes marathes en 1804 et la victoire des forces armées de la Compagnie des Indes dans la guerre anglo-népalaise de 1814-1816 (contre les Gurkhas) un monument fut érigé en 1841, à Calcutta, à la gloire du général major, Sir David Ochterlony (1758-1825).  Décédé depuis une quinzaine d’années, Ochterlony était le commandant-en-chef des armées de la Compagnie des Indes orientales (anglaises). 
Conçu comme colonne creuse de 48 mètres de haut, avec escalier de 218 marches en colimaçon à l’intérieur conduisant à deux balcons circulaires près de son sommet, mais à hauteur différente, le monument est l'œuvre de l’architecte J. P. Parker et fut payé par des fonds publics. La base est de style égyptien, le fût de la colonne cannelée, syrien et le dôme de style turc ; tout cela correspondant assez bien au style de vie oriental et moghol adopté par le général Ochterlony durant les quelque cinquante ans de sa vie passés en Inde. 

### Le Shaheed Minar
En août 1969, le  monument est inauguré à  nouveau, après rénovation, sous un nom différent : Shaheed Minar.  L’initiative en revient au gouvernement du Bengale dirigé par le Front uni de gauche (communiste) qui remporta les élections régionales (Bengale Occidental) de 1967. Le ministre de l’Intérieur en est Jyoti Basu. Devenu Shaheed Minar, qui signifie "monument des martyrs" en bengali comme en hindi le monument est dédié à la mémoire, et rappelle le souvenir, des nombreux morts et martyrs anonymes du mouvement de libération nationale de l’Inde.   
Sis à l’extrémité septentrionale du grand parc public appelé Maïdan, en bordure d’Esplanade qui est une vaste gare de bus et de tramways, le monument de 48 mètres de haut offre, de son sommet, une belle vue circulaire sur la ville de Calcutta.

## Attraction touristique
Sans valeur architecturale particulière le monument n’en a pas moins un grand intérêt touristique, étant donné la vue panoramique qu’il permet d’avoir, à partir de son sommet, sur le fleuve Hooghly et la ville de Calcutta. 
Cependant plusieurs cas de suicide – le dernier date de 1997 - ont contraint les autorités civiles à restreindre l’accès aux balcons supérieurs de la colonne. Une permission spéciale est à obtenir du bureau central de police de Lalbazar. 
Le gouvernement actuel du Bengale-Occidental (dirigé par Mamata Banerjee) a entrepris de grands travaux de rénovation, pour rendre l’endroit plus attrayant. Commencé en 2011, le projet est réalisé en deux phases. Le premier concerne la colonne elle-même qui est repeinte, à l’intérieur comme extérieur. L’éclairage est renouvelé et modernisé et la tour est illuminée dans son aspect extérieur.
Dans la seconde phase les alentours sont dégagés et les voies d’accès à la colonne aménagées en chemins fleuris. Des magasins touristiques, avec souvenirs sont également prévus. Il est également prévu de permettre à nouveau aux visiteurs de monter jusqu'au sommet du monument.

## Galerie

Shaheed Minar: galerie de photos
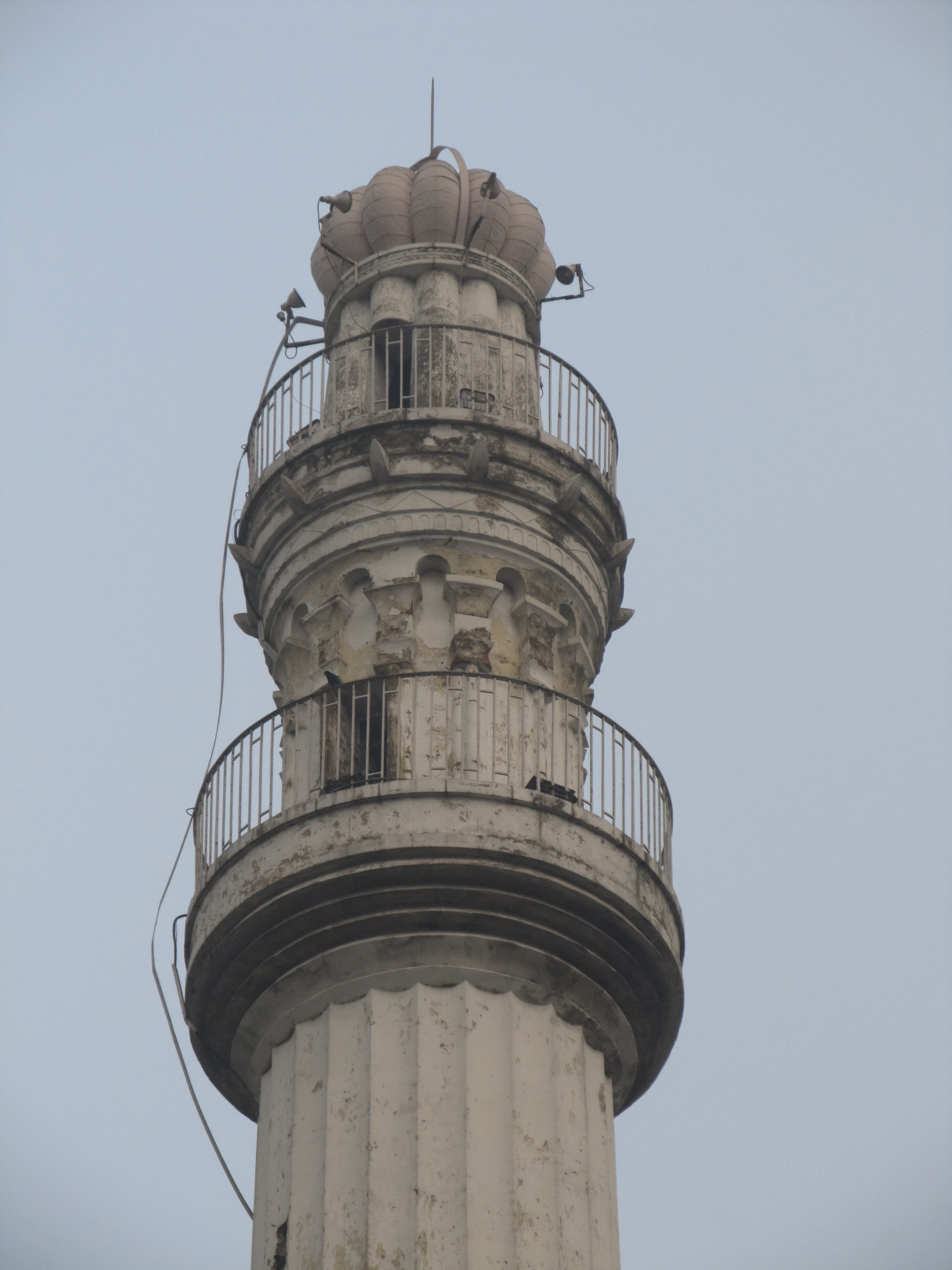
Les étages et balcons circulaires de Shaheed Minar (avant la restauration).
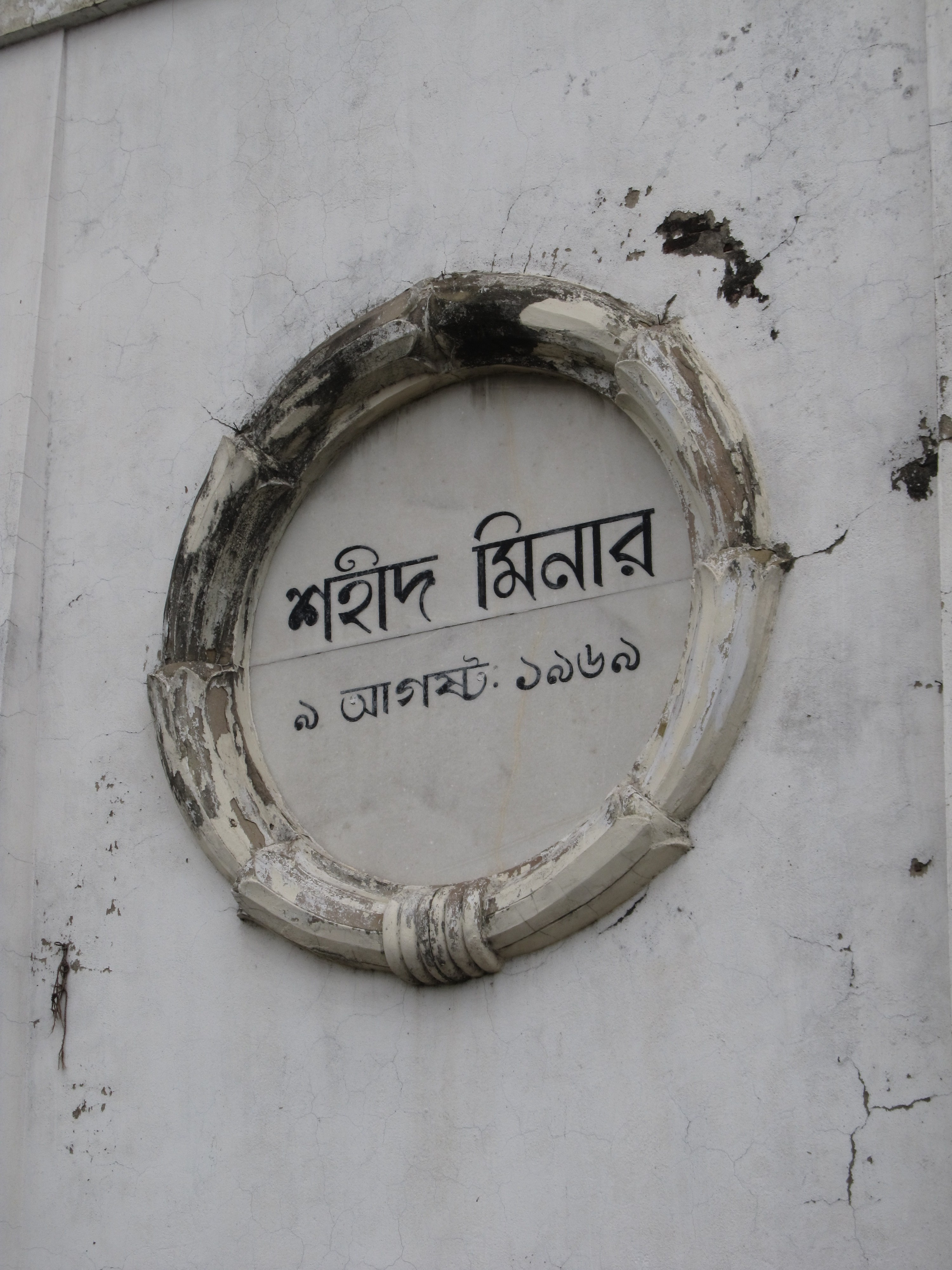
La plaque Shaheed Minar du 9 août 1969 donnant au monument son nouveau nom.
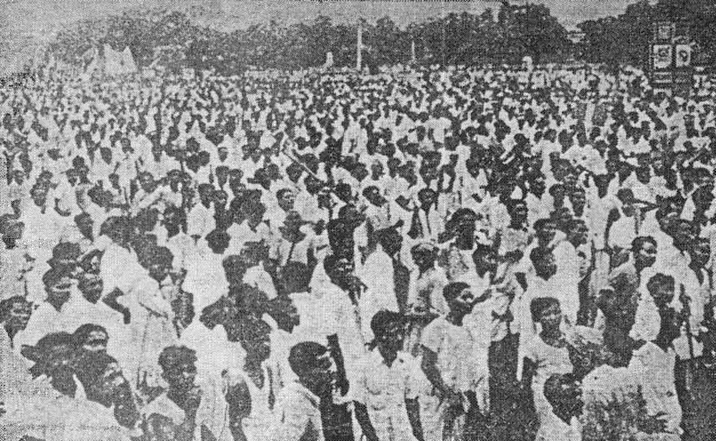
Un meeting politique au pied du monument Ochterlony en 1946.
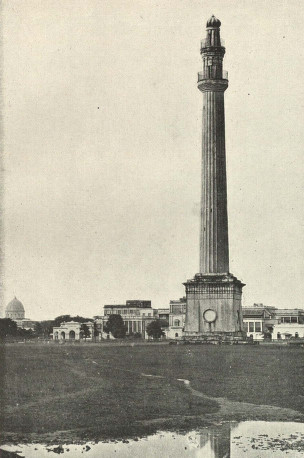
Une photo de 1905 du monument Ochterlony
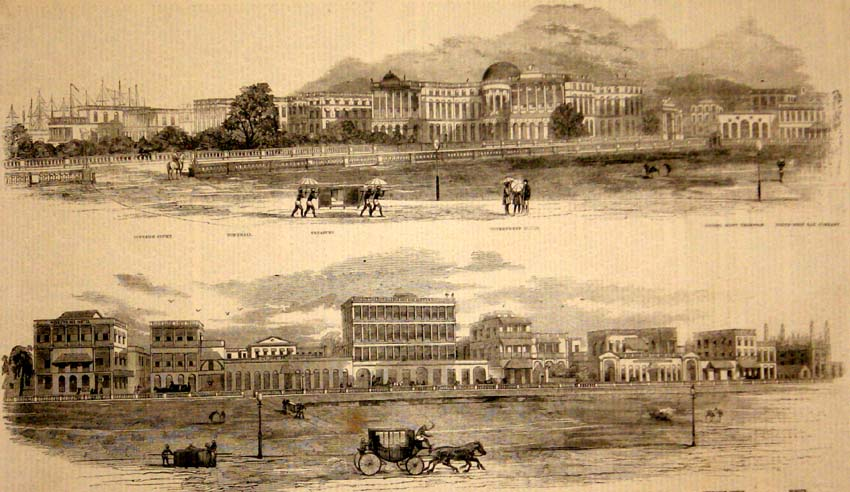
Une vue du Maïdan (nord) à partir du monument (dessin de 1859; T.J. Ryves).